# Pseudoramichloridium henryi
Pseudoramichloridium henryi är en svampart som beskrevs av Cheew. & Crous 2009. Pseudoramichloridium henryi ingår i släktet Pseudoramichloridium, klassen Dothideomycetes, divisionen sporsäcksvampar och riket svampar.   Inga underarter finns listade i Catalogue of Life.